# Mikko Paavola
Mikko Paavola (* 16. Januar 1998 in Alajärvi) ist ein finnischer Leichtathlet, der sich auf den Stabhochsprung spezialisiert hat.

## Sportliche Laufbahn
Erste internationale Erfahrungen sammelte Mikko Paavola im Jahr 2017, als er bei den U20-Europameisterschaften in Grosseto mit übersprungenen 4,70 m in der Qualifikation ausschied. 2019 nahm er an den U23-Europameisterschaften in Gävle teil, schied aber auch dort mit 5,05 m in der Vorrunde aus. 2021 siegte er mit 5,54 m bei den Kuortane Games und im Jahr darauf schied er bei den Weltmeisterschaften in Eugene mit 5,50 m in der Qualifikationsrunde aus.
In den Jahren 2020 und 2021 wurde Paavola finnischer Meister im Stabhochsprung.

## Persönliche Bestleistungen
- Stabhochsprung: 5,71 m, 14. Juli 2021 in Joensuu
  - Stabhochsprung (Halle): 5,70 m, 18. Juni 2022 in Kuortane